# Lava (film 2014)
Lava è un cortometraggio d'animazione musicale del 2014, distribuito dalla Pixar Animation Studios. Scritto e diretto da James Ford Murphy e prodotto da Andrea Warren, è stato proiettato per la prima volta all'Hiroshima International Animation Festival il 14 giugno 2014 e ha accompagnato il film Inside Out, uscito il 19 giugno 2015.
Si tratta di una love story musicale ambientata milioni di anni fa ed è ispirata alla «bellezza isolata delle isole tropicali e al fascino esplosivo dei vulcani oceanici».

## Trama
Uku è un vulcano che abita su un'isola nell'Oceano Pacifico; egli trascorre la sua vita in solitudine, osservando le coppie di animali innamorati e sognando di avere a sua volta una compagna da amare per sempre. Uku canta il suo struggimento per migliaia di anni, durante i quali la sua attività magmatica va via via esaurendosi portandolo a inabissarsi gradualmente. Nel frattempo, a insaputa di Uku, un vulcano femmina di nome Lele si è formato nelle profondità marine: Lele ha ascoltato per tutti quegli anni la canzone di Uku, finendo per innamorarsi di lui.
Col passare dei millenni Uku è ormai quasi spento e del tutto inabissato; Lele finalmente riesce ad emergere dall'Oceano, ma è girata di spalle rispetto al suo amato: non può quindi assistere al momento in cui, col cuore spezzato, Uku rimane completamente sommerso. A quel punto, però, Lele canta la canzone che ha sentito per millenni: sentendola, Uku trova la forza per riprendere la sua attività vulcanica e riemerge, stavolta accanto alla sua amata. I due vulcani si fondono in un'unica isola, dove potranno vivere per sempre cantando la loro canzone.

## Personaggi
- Uku: un vulcano solo in cerca del suo vero amore che passa il tempo cantando una canzone d'amore al "vulcano dei suoi sogni".[5] Il suo nome in Pidgin hawaiano significa "pidocchio"[5] ma ha il solo scopo di creare un gioco di parole con il nome della sua amata: i loro nomi uniti formano la parola "ukulele", il tipico strumento hawaiano (con cui viene suonata la canzone stessa). Il suo volto è un amalgama di quelli di Kahele, dell'attore della sitcom The Honeymooners Jackie Gleason e del bulldog Marc Antonio, protagonista del corto di Chuck Jones Feed the Kitty.[6]
- Lele: un altro vulcano, sottomarino, che ascolta Uku da secoli, convinta che la canzone sia cantata per lei, e di cui Uku si innamora dopo averla sentita cantare la canzone da lui composta.[5]